# Kris Thackray
Kris Thackray (* 27. April 1988 in Newcastle) ist ein ehemaliger englischer Fußballspieler.

## Karriere
Thackray wechselte 2006 zu Reggina Calcio. Zur Saison 2008/09 wechselte er in die Profi-Mannschaft, wo er bis 2010 nur ausgeliehen wurde. Zu seinen Stationen gehörte unter anderem auch der US Ancona. Hier spielte er von 2009 bis 2010 in der Serie B. Sein Debüt für Ancona gab er am 22. September 2009, dem 6. Spieltag. Bei der 0:1-Niederlage gegen ASD Gallipoli, wurde er in der 48. Minute eingewechselt. Er bestritt auch eine Partie in der Coppa Italia gegen AC Lumezzane. Die Partie endete 2:3, damit schied Ancona in der 3. Runde aus.
Nach weiteren Leihstationen wechselte Thackray zur Saison 2012/13 nach Malta zu Qormi, in die Maltese Premier League. Er sicherte mit Qormi den Klassenerhalt in der Abstiegsrunde. Außerdem zog er mit seinem Verein in das Finale des Maltesischen Pokals ein. Das Finale verlor Qormi mit 1:3 gegen Hibernians Paola. Zur Saison 2013/14 wechselte Thackray nach Deutschland zu Alemannia Aachen in die viertklassige Regionalliga; nach zwei Jahren verließ er den Verein wieder. Thackray schloss sich zur Spielzeit 2015/16 dem KFC Uerdingen 05 an.
Thackray spielte mit dem KFC zwei Jahre in der Oberliga Niederrhein, ehe in der Saison 2016/17 der Aufstieg in die Regionalliga West gelang. Er kam in dieser Zeit auf 46 Einsätze und zwei Treffer, zudem absolvierte er vier Spiele im Niederrheinpokal.
In der Spielzeit 2017/18 kam er beim KFC in der Regionalliga West auf keinen einzigen Einsatz. Auf Wunsch Thackrays wurde sein Vertrag beim KFC am 30. November 2017 mit sofortiger Wirkung aufgelöst. Anschließend kickte er zunächst auf Malta bei Gzira United und erreichte mit der Mannschaft die Europa-League-Qualifikation. Zum 1. Juli 2018 schloss er sich schließlich dem englischen Sechstligisten Spennymoor Town F.C. an. Ein Jahr später wechselte er zum Siebtligisten Morpeth Town. Lm laufe der Spielzeit 2019/20 verletzte sich Thackray und wurde im Dezember 2019 kurzzeitig an Blyth Spartans AFC verliehen. Während der Leihe absolvierte er 6 Spiele und erzielte dabei 2 Treffer, so verpflichtete ihn der Verein am 10. Januar 2020 fest. Am 12. Mai 2021 absolvierte er bei der 2:1-Niederlage gegen Kettering Town seine letzte Partie und beendete schließlich seine aktive Laufbahn.